# Anni Faust
Anni Faust (en llatí Annius Faustus) va ser un romà de rang eqüestre.
Era un dels coneguts informadors (delatores) durant el regnat de l'emperador Neró. El senat el va condemnar l'any 69 després de l'acusació que va fer Vibi Crisp, segons diu Tàcit.